# رون وايت
رون وايت (بالإنجليزية: Ron White)‏ هو كاتب أغاني وسياسي وممثل أمريكي، ولد في 18 ديسمبر 1956 بفريتش في الولايات المتحدة.

## أعمال

### أفلام
- (2011) مدراء فظيعون[5]

## وصلات خارجية
- رون وايت على موقع IMDb (الإنجليزية)
- رون وايت على موقع ألو سيني (الفرنسية)
- رون وايت على موقع ميوزك برينز (الإنجليزية)
- رون وايت على موقع أول موفي (الإنجليزية)
- رون وايت على موقع أول موفي (الإنجليزية)
- رون وايت على موقع قاعدة بيانات الأفلام السويدية (السويدية)
- رون وايت على موقع إن إن دي بي (الإنجليزية)
- رون وايت على موقع ديسكوغز (الإنجليزية)
- رون وايت على موقع قاعدة بيانات الفيلم (الإنجليزية)
- رون وايت على موقع كينوبويسك (الروسية)
- رون وايت على موقع كينوبويسك (الروسية)